# Empresa Moçambicana de Seguros
Die EMOSE – Empresa Moçambicana de Seguros, S.A. ist ein staatliches Versicherungsunternehmen in Mosambik mit Hauptsitz in Maputo. Es war das erste nationale Versicherungsunternehmen nach der Unabhängigkeit des Landes.

## Geschichte
Die EMOSE wurde am 13. Januar 1977 durch das Dekret Nr. 3/1977 als Empresa Estatal (E.E.) gegründet. Ihre Gründung erfolgte durch die Fusion dreier ehemaliger Versicherungsgesellschaften, die während der Kolonialzeit in Mosambik tätig waren: der Companhia de Seguros Nauticus, der Companhia de Seguros Lusitana und der Companhia de Seguros Tranquilidade de Moçambique.
Bis 1991 hielt die EMOSE ein staatliches Monopol auf den Versicherungssektor in Mosambik. Mit der Liberalisierung des Versicherungsmarktes durch das Dekret Nr. 24/1991 vom 31. Dezember 1991 wurde das Unternehmen in eine Gesellschaft mit beschränkter Haftung (Sociedade Anônima de Responsabilidade Limitada, SARL) umgewandelt und erhielt den Namen „EMOSE – Empresa Moçambicana de Seguros, S.A.R.L.“. Erste private Versicherungsanbieter kamen jedoch erst 1995 auf den mosambikanischen Markt. Das Gesellschaftskapital von EMOSE betrug bei der Umwandlung 157 Millionen Meticais. Die Anteile verteilen sich wie folgt: 39 % Staat Mosambik, 31 % Instituto de Gestão das Participações do Estado, 20 % Mitarbeitende und 10 % öffentliche Anleger. Seit Inkrafttreten des neuen Handelsgesetzbuches (Dekret-Gesetz Nr. 10/2004) firmiert das Unternehmen unter dem Namen „EMOSE S.A.“.
2024 verbuchte das Versicherungsunternehmen einen Gewinn von 368 Millionen Meticais (etwa fünf Millionen Euro). Schon im Jahr 2023 konnte die EMOSE einen Gewinn von 43,4 Millionen Meticais (etwa 595.000 Euro) erzielen, nachdem es in den Jahren zuvor Verluste verbucht hatte (2022: 52,5 Millionen Meticais (719.000 Euro) Verlust; 2021: 1.193 Millionen Meticas (16,3 Millionen Euro) Verlust).
EMOSE ist die einzige nationale Versicherungsgesellschaft mit Niederlassungen in allen Provinzhauptstädten, in mehreren Distrikthauptstädten sowie an den meisten Landgrenzübergängen Mosambiks. Das Unternehmen bietet ein breites Portfolio von mehr als 35 Versicherungsprodukten, darunter Lebens-, Sach-, Haftpflicht- und Transportversicherungen. EMOSE möchte in Zukunft neue Versicherungsprodukte anbieten, der Fokus liegt dabei auf Versicherungen für Öl, Gas sowie Landwirtschaft, inklusive Absicherung gegen Wetterrisiken.
Die Produktpalette ist mit den Angeboten auf internationalen Versicherungsmärkten vergleichbar. Die EMOSE verfügt über ein Versicherungsportfolio mit mehr als 200.000 Policen. Die EMOSE ist Marktführer der mosambikanischen Versicherungsbranche.
Die EMOSE hat ihren Sitz in der Avenida 25 de Setembro 1383 im Zentrum der Hauptstadt Maputo.